# Червеньск (гмина)
Червеньск (пол. Czerwieńsk) — гмина (волость) в Польше, входит как административная единица в Зелёногурский повет, Любушское воеводство. Население — 9469 человек (на 2004 год).

## Сельские округа
1. Бендув
2. Брудки
3. Добженцин
4. Ляски
5. Леснюв-Малы
6. Леснюв-Вельки
7. Нетковице
8. Неткув
9. Плоты
10. Сыцовице
11. Судол
12. Высоке
13. Загуже

## Соседние гмины
1. Гмина Бытница
2. Гмина Домбе
3. Гмина Скомпе
4. Гмина Сулехув
5. Гмина Свидница
6. Гмина Зелёна-Гура